# Tore Nochi
Salvatore (Tore) Nochi (Torino, 2 settembre 1933 – Laigueglia, 3 maggio 1999) è stato un pittore e scultore italiano.

## Biografia
A Torino, sua città natale, ha avuto fin dagli anni della giovinezza contatti con i maggiori artisti e pittori torinesi, tra le amicizie più fraterne vi è stata quella con il cantautore ed europarlamentare Gipo Farassino del quale esiste anche un ritratto fatto dall'autore. Dalle mani dell'artista sono usciti in questo periodo i primi lavori ad olio ispirati a moduli più o meno tradizionali.
Nei primi anni sessanta si trasferisce a Laigueglia in provincia di Savona dove con il trascorrere del tempo i suoi interessi si spostano al campo della scultura e principia a lavorare il ferro e successivamente il rame.
In Liguria collabora con molte amministrazioni comunali mettendo a disposizione la propria professionalità artistica per manifestazioni, rappresentazioni teatrali e musicali quali "Sanremo in Fiore", Voglia di Moda e lo Sbarco dei Saraceni.
Tore Nochi muore improvvisamente il 3 maggio del 1999 per un infarto.

## Temi ispirativi
I temi ricorrenti del suo lavoro sono stati soprattutto quelli legati agli scorci di quella Liguria storica ed attuale al cui contatto egli diuturnamente ha vissuto da quando ha deciso di abbandonare Torino, dove aveva vissuto gli anni importanti della propria formazione.
È possibile quindi trovare raffigurati sulle tele e sui fogli di rame i caruggi, gli scorci di mare, le piazze e i vicoli dei centri storici delle cittadine della riviera ligure.
Accanto a questi soggetti si ritrovano però anche opere che raffigurano teste di animali, volti, campi fioriti e nudi di donne garbatamente delineate.

## Tecnica del rame "Nochi"
Si deve a Tore Nochi il merito di aver creato una nuova tecnica di trattamento del rame (che porta appunto il suo nome) e che consiste nel dipingere senza l'uso dei colori, ma servendosi esclusivamente di acidi e fiamma ossidrica in modo da sfruttare così la reazione del metallo sottoposto a tale rivoluzionario procedimento.
Proprio per questo particolare approccio artistico è stato spesso definito "il pittore che dipinge con la fiamma".
Con questa lavorazione unica e personalissima Tore Nochi ha conseguito esiti di notevole fattura: incredibili giochi di luce, con effetti che oltrepassano la bidimensionalità del foglio di rame e sfumature e colorazioni che provengono direttamente dal metallo. In un secondo tempo la tecnica a fiamma è stata conciliata dall'artista con l'uso dei colori ad olio che applicati sul foglio di rame precedentemente trattato "a caldo" hanno permesso all'artista un'ulteriore possibilità di espressione artistica assolutamente originale ed esclusiva.
Questa tecnica ha finito per assorbire l'artista in maniera totale per oltre venticinque anni.
"Con una tecnica particolarissima Tore Nochi convoglia sul rame momenti naturali e squarci di vita quotidiana senza indulgere a sottigliezze e senza tralasciare nulla che possa non rendere pienamente gli effetti scenici dei suoi lavori"
(Arte Italiana per il Mondo, 1977)

## Sbarco dei Saraceni
Tore Nochi è stato l'ideatore, e per molti anni il regista, della rievocazione storica "Lo Sbarco dei Saraceni" che dal 1978 viene ogni anno messa in scena a Laigueglia durante il periodo estivo.
La rappresentazione vuole appunto rievocare un sanguinoso fatto storico risalente al 1546 quando la cittadina ligure di Laigueglia fu depredata dai Saraceni al seguito del terribile comandante Dragut che con due galere riuscì a sorprendere i laiguegliesi (evitando che da Alassio accorressero i rinforzi), entrò nell'abitato, incendiò, uccise molti degli abitanti prendendo prigionieri tutti gli uomini e le donne in giovane età.
La storia dice che poi molti degli ostaggi vennero salvati dal comandante alassino Berno che inseguì fino a Genova le galere saracene.
La rievocazione prevede quindi due "squadre", una a terra ed una proveniente dal mare che si contendono la vittoria, il tutto condito con effetti pirotecnici e scenografici di incredibile suggestione.